# Rue de Franche-Comté
Rue de Franche-Comté je ulice v Paříži v historické čtvrti Marais. Nachází se ve 3. obvodu.

## Poloha
Ulice vede od křižovatky s Rue de Picardie, Rue Dupetit-Thouars a Rue de la Corderie a končí na Place Olympe-de-Gouges.

## Historie
Ulice byla otevřena v roce 1882 v prostoru bývalého paláce Marcilly a v roce 1884 získala své jméno. Nese jméno bývalé francouzské provincie Franche-Comté. Francouzský král Jindřich IV. plánoval vybudovat ve čtvrti Marais rozsáhlé náměstí Place de France, z jehož realizace po králově smrti sešlo. Na tomto náměstí mělo končit osm ulic a každá měla nést jméno jedné významné provincie. Název ulice je tak odkazem na tento nerealizovaný plán.
V roce 2003 byla křižovatka mezi Rue de Turenne, Rue Charlot a Rue de Franche-Comté byla přejmenována na Place Olympe-de-Gouges. Dne 8. března 2007 vzniklo náměstí Place Nathalie-Lemel na druhém konci Rue de Franche-Comté mezi Rue de la Corderie a Rue Dupetit-Thouars.